# Euclystis sublineata
Euclystis sublineata är en fjärilsart som beskrevs av Walker 1865. Euclystis sublineata ingår i släktet Euclystis och familjen nattflyn. Inga underarter finns listade i Catalogue of Life.